# Coppa CEMAC 2003
La Coppa CEMAC 2003 (2003 CEMAC Cup) fu la prima edizione della Coppa CEMAC, competizione calcistica per nazione organizzata dalla UNIFFAC. La competizione si svolse in Rep. del Congo dal 5 dicembre al 13 dicembre 2003 e vide la partecipazione di sei squadre: Camerun, Ciad, Gabon, Guinea Equatoriale, Rep. Centrafricana e Rep. del Congo.
Il Ciad e la Guinea Equatoriale si ritirano prima dell'inizio del torneo, pertanto le squadre di ogni gruppo giocano partite di andata e ritorno.

## Formula
- Qualificazioni

Nessuna fase di qualificazione. Le squadre sono qualificate direttamente alla fase finale.
- Fase finale

Fase a gruppi - 6 squadre, divise in due gruppi da due squadre, giocano partite di andata e ritorno. Le prime due classificate si qualificano per la fase a eliminazione diretta.
Fase a eliminazione diretta - 4 squadre, giocano partite di sola andata. La vincente si laurea campione CEMAC.

## Squadre partecipanti
| Pr. | Squadra            | Data di qualificazione certa | Partecipante in quanto | Partecipazioni precedenti al torneo | Ultima presenza |
| --- | ------------------ | ---------------------------- | ---------------------- | ----------------------------------- | --------------- |
| 1   | Camerun            | -                            | Qualificata di diritto | -                                   | Esordiente      |
| 2   | Ciad               | -                            | Qualificata di diritto | -                                   | Esordiente      |
| 3   | Rep. del Congo     | -                            | Qualificata di diritto | -                                   | Esordiente      |
| 4   | Gabon              | -                            | Qualificata di diritto | -                                   | Esordiente      |
| 5   | Guinea Equatoriale | -                            | Qualificata di diritto | -                                   | Esordiente      |
| 6   | Rep. Centrafricana | -                            | Qualificata di diritto | -                                   | Esordiente      |

Nella sezione "partecipazioni precedenti al torneo", le date in grassetto indicano che la nazione ha vinto quella edizione del torneo, mentre le date in corsivo indicano la nazione ospitante.

## Fase finale

### Fase a gruppi

#### Gruppo A

##### Classifica
| Pos | Squadra        | P.ti     | G        | V        | N        | P        | GF       | GS       | DR       |
| --- | -------------- | -------- | -------- | -------- | -------- | -------- | -------- | -------- | -------- |
| 1   | Rep. del Congo | 4        | 2        | 1        | 1        | 0        | 4        | 3        | +1       |
| 2   | Gabon          | 1        | 2        | 0        | 1        | 1        | 3        | 4        | -1       |
| -   | Ciad           | Ritirato | Ritirato | Ritirato | Ritirato | Ritirato | Ritirato | Ritirato | Ritirato |

##### Risultati
| Brazzaville 5 dicembre 2003 | Rep. del Congo | 3 – 2 | Gabon | Stadio Alphonse Massamba-Débat |

| Brazzaville 9 dicembre 2003 | Gabon | 1 – 1 | Rep. del Congo | Stadio Alphonse Massamba-Débat |

#### Gruppo B

##### Classifica
| Pos | Squadra            | P.ti     | G        | V        | N        | P        | GF       | GS       | DR       |
| --- | ------------------ | -------- | -------- | -------- | -------- | -------- | -------- | -------- | -------- |
| 1   | Rep. Centrafricana | 4        | 2        | 1        | 1        | 0        | 3        | 2        | +1       |
| 2   | Camerun            | 1        | 2        | 0        | 1        | 1        | 2        | 3        | -1       |
| -   | Guinea Equatoriale | Ritirato | Ritirato | Ritirato | Ritirato | Ritirato | Ritirato | Ritirato | Ritirato |

##### Risultati
| Brazzaville 7 dicembre 2003 | Camerun | 2 – 2 | Rep. Centrafricana | Stadio Alphonse Massamba-Débat |

| Brazzaville 9 dicembre 2003 | Rep. Centrafricana | 1 – 0 | Camerun | Stadio Alphonse Massamba-Débat |

### Fase a eliminazione diretta

#### Tabellone
|  | Semifinali         | Semifinali         | Semifinali         |                    |         | Finale          | Finale          | Finale          |  |
|  |                    |                    |                    |                    |         |                 |                 |                 |  |
|  | Rep. del Congo     | Rep. del Congo     | 0                  |                    |         |                 |                 |                 |  |
|  | Rep. del Congo     | Rep. del Congo     | 0                  |                    |         |                 |                 |                 |  |
|  | Camerun            | Camerun            | 2                  |                    |         |                 |                 |                 |  |
|  | Camerun            | Camerun            | 2                  |                    | Camerun | Camerun         | 3               |                 |  |
|  |                    |                    |                    |                    | Camerun | Camerun         | 3               |                 |  |
|  |                    |                    | Rep. Centrafricana | Rep. Centrafricana | 2       |                 |                 |                 |  |
|  | Rep. Centrafricana | Rep. Centrafricana | Rep. Centrafricana | Rep. Centrafricana | 2       | 2               |                 |                 |  |
|  | Rep. Centrafricana | Rep. Centrafricana |                    |                    |         | 2               |                 |                 |  |
|  | Gabon              | Gabon              | 0                  |                    |         | Finale 3º posto | Finale 3º posto | Finale 3º posto |  |
|  | Gabon              | Gabon              | 0                  |                    |         |                 |                 |                 |  |
|  |                    |                    |                    |                    |         |                 |                 |                 |  |
|  |                    |                    |                    |                    |         | Rep. del Congo  | Rep. del Congo  | 1               |  |
|  |                    |                    |                    |                    |         | Rep. del Congo  | Rep. del Congo  | 1               |  |
|  |                    |                    |                    |                    |         | Gabon           | Gabon           | 0               |  |

#### Semifinali
| Brazzaville 11 dicembre 2003 | Rep. del Congo | 0 – 2 | Camerun | Stadio Alphonse Massamba-Débat |

| Brazzaville 11 dicembre 2003 | Rep. Centrafricana | 2 – 0 | Gabon | Stadio Alphonse Massamba-Débat |

#### Finale 3º posto
| Brazzaville 13 dicembre 2003 | Rep. del Congo | 1 – 0 | Gabon | Stadio Alphonse Massamba-Débat |

#### Finale
| Brazzaville 13 dicembre 2003 | Rep. Centrafricana | 2 – 3 | Camerun | Stadio Alphonse Massamba-Débat |